# KV Stormvogels
KV Stormvogels (Westkapelle) is een Nederlandse korfbalvereniging in de provincie Zeeland. De vereniging is opgericht in 1948.

## Geschiedenis
In 1943 werd korfbal geïntroduceerd in Westkapelle door de gemeentesecretaris en de hoofdonderwijzer van het dorp. In dat jaar vond ook de eerste wedstrijd plaats en vijf jaar later, op 1 juli 1948 werd KV Stormvogels officieel opgericht. In 1950 werd door de gemeente een sportveld aangelegd onderaan de dijk. Er werd een stenen kleedkamer gebouwd waar zowel Stormvogels als voetbalvereniging VV de Noormannen gebruik van maakten. In 1967 verhuisde de vereniging naar het huidige sportcomplex "De Prelaat" aan de Domineeshofweg 2A in Westkapelle. Na jarenlang gebruik te hebben gemaakt van de kantine van voetbalvereniging VV de Noormannen werd in 1988 een eigen kantine gerealiseerd. In 2015 werd deze kantine vervangen door een nieuwe kantine aan de westzijde van het sportcomplex met een eigen kleed accommodatie. In 2016 werd het natuurgras ingewisseld voor twee kunstgrasvelden.

## Veldkorfbal
De club beschikt over een eigen kunstgrasveld. KV Stormvogels 1 speelt op het veld in de 3e klasse (2022).

## Zaalkorfbal
KV Stormvogels speelt zijn zaalkorfbalwedstrijden voor de jongste jeugd in sporthal De Bellink in Westkapelle. De oudere jeugd en seniorenteams spelen hun thuiswedstrijden in sporthal De Couburg in Koudekerke. KV Stormvogels 1 speelt in de zaal in de 3e klasse (2022).